# فردریش ساره
فریدریش زاره (آلمانی: Friedrich Sarre; ۲۲ ژوئن ۱۸۶۵ – ۳۱ مهٔ ۱۹۴۵) خاورشناس، باستان‌شناس، مورخ‌هنر اهل آلمان بود. او در طول‌عمر خود، مجموعهٔ تأثیرگذار از هنراسلامی را گردآوری کرد.
او در خلال سال‌های ۱۸۹۵–۱۸۹۶ به هنگام اکتشافات باستان‌شناسی در فریگیه، لیکوانیا و پیسیدیا از مارک هیومان الهام می‌گرفت. او کاوش‌های باستان‌شناسی خود را از مناطق آناتولی آغاز کرد و در آنجا ضمن گردآوری محتوای سنگ‌نبشته‌ها، در مورد معماری بناها هم پژوهشهای مختلفی انجام داد. در تاریخ ۱۹۰۵، به همراه ارنست هرتسفلد در منطقهٔ سامرا، که در قرن ۹ میلادی پایتخت خلافت‌عباسیان، به انجام حفاری مشغول شد. آن دو، سپس یافته‌های خود را در کتابی به عنوان (سیاحت باستان‌شناسانه در منطقهٔ دجله و فرات) (به آلمانی: Archäologische Reise im Euphrat-und Tigris Gebeit) به چاپ رساندند.

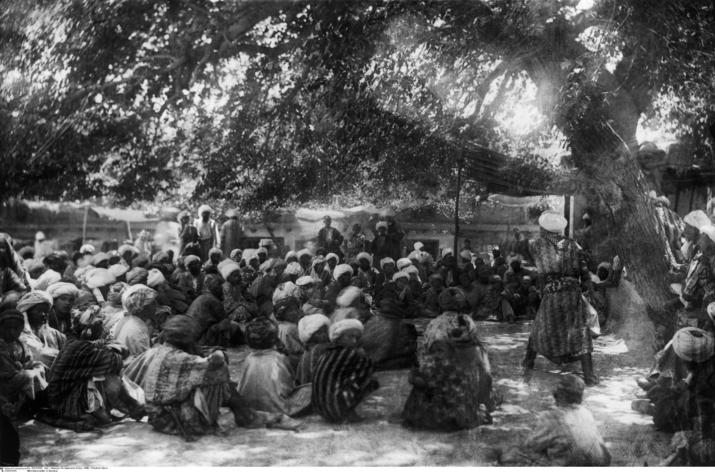
(راوی قصه جن‌وپریان) عکس ثبت شده توسط فریدریش زاره (۱۸۹۸) در بخارا

او اشیا و اوبژه‌های هنری را از خاورمینه، علی‌الخصوص از پرسیا (ایران) و قسطنطنیه گردآوری کرده‌است. این اشیاء در سال ۱۸۹۹ در شهر برلین و سپس در پاریس با نام «نمایشگاه هنرمسلمانان» (۱۹۰۳) به منظور حراج به نمایش گذاشته شدند. او بیشتر این مجموعه را به موزه بوده (کایزر فردریش سابق) در برلین اهدا نمود. او در خلال سال‌های ۱۹۲۱ تا ۱۹۳۱ در همان مرکز به مدیریت دپارتمان «هنر اسلامی» می‌پرداخت.